# Only the Strong Survive
Only the Strong Survive è il ventunesimo album in studio e il secondo album di cover del musicista statunitense Bruce Springsteen, pubblicato l'11 novembre 2022 dalla Columbia Records.

## Storia
Si tratta di un album di cover, il secondo dopo We Shall Overcome: The Seeger Sessions del 2006.
L'album è stato annunciato il 29 settembre 2022, in concomitanza con la pubblicazione del singolo Do I Love You (Indeed I Do), una cover di Frank Wilson del 1965.
I successivi singoli Nightshift, Don't Play That Song e Turn Back the Hands of Time sono stati pubblicati tra ottobre e novembre 2022.
L'album è stato prodotto da Ron Aniello e registrato con gli E Street Horns (E Street Band); inoltre include due duetti con Sam Moore.

## Tracce
1. Only the Strong Survive – 2:59 (Jerry Butler, Kenny Gamble, Leon Huff)
2. Soul Days (featuring Sam Moore) – 3:58 (Jonnie Barnett)
3. Nightshift – 4:56 (Walter Orange, Dennis Lambert, Franne Golde)
4. Do I Love You (Indeed I Do) – 2:27 (Frank Wilson)
5. The Sun Ain't Gonna Shine (Anymore) – 3:44 (Bob Crewe, Bob Gaudio)
6. Turn Back the Hands of Time – 3:07 (Jack Daniels, Bonnie Thompson)
7. When She Was My Girl – 3:17 (Larry Gottlieb, Marc Blatte)
8. Hey, Western Union Man – 3:53 (Butler, Gamble, Huff)
9. I Wish It Would Rain – 3:25 (Norman Whitfield, Barrett Strong, Rodger Penzabene)
10. Don't Play That Song – 3:34 (Ahmet Ertegun, Betty Nelson)
11. Any Other Way – 2:54 (William Bell)
12. I Forgot to Be Your Lover (featuring Sam Moore) – 2:28 (Bell, Booker T. Jones)
13. 7 Rooms of Gloom – 2:39 (Brian Holland, Lamont Dozier, Eddie Holland)
14. What Becomes of the Brokenhearted – 3:31 (William Weatherspoon, Paul Riser, James Dean)
15. Someday We'll Be Together – 3:35 (Johnny Bristol, Jackey Beavers, Harvey Fuqua)

## Classifiche

### Classifiche settimanali
| Classifica (2022) | Posizione massima |
| ----------------- | ----------------- |
| Australia         | 3                 |
| Austria           | 1                 |
| Belgio (Fiandre)  | 2                 |
| Belgio (Vallonia) | 3                 |
| Canada            | 8                 |
| Croazia           | 1                 |
| Danimarca         | 4                 |
| Finlandia         | 3                 |
| Francia           | 3                 |
| Germania          | 1                 |
| Grecia            | 18                |
| Irlanda           | 1                 |
| Islanda           | 8                 |
| Italia            | 2                 |
| Norvegia          | 1                 |
| Nuova Zelanda     | 4                 |
| Paesi Bassi       | 1                 |
| Polonia           | 12                |
| Portogallo        | 2                 |
| Regno Unito       | 2                 |
| Repubblica Ceca   | 32                |
| Spagna            | 2                 |
| Stati Uniti       | 8                 |
| Svezia            | 3                 |
| Svizzera          | 1                 |
| Ungheria          | 23                |

### Classifiche di fine anno
| Classifica (2022) | Posizione |
| ----------------- | --------- |
| Austria           | 15        |
| Belgio (Fiandre)  | 42        |
| Belgio (Vallonia) | 134       |
| Francia           | 110       |
| Germania          | 32        |
| Italia            | 81        |
| Paesi Bassi       | 78        |
| Regno Unito       | 96        |
| Spagna            | 32        |
| Svizzera          | 16        |